# Corrente da Flórida

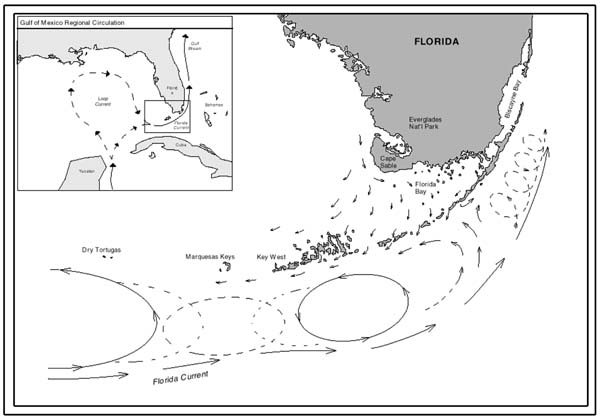
Mapa da corrente da Flórida

A Corrente da Flórida é uma corrente oceânica termal que flui do Estreito da Flórida ao redor da Península da Flórida e ao longo da costa sudeste dos Estados Unidos antes de se juntar à Corrente do Golfo perto do Cabo Hatteras. Suas correntes contribuintes são a Corrente de Loop e a Corrente das Antilhas. A corrente foi descoberta pelo explorador espanhol Juan Ponce de León em 1513.
A Corrente da Flórida resulta do movimento da água empurrada do Atlântico para o Mar do Caribe pela rotação da Terra (que exerce uma força maior no equador ). A água se acumula ao longo da América Central e flui para o norte, através do Canal de Yucatán, no Golfo do México. A água é aquecida no Golfo e expulsa pelo Estreito da Flórida, entre Florida Keys e Cuba, e flui para o norte ao longo da costa leste dos Estados Unidos. A Corrente da Flórida é freqüentemente referida de forma imprecisa como Corrente do Golfo. Na verdade, a Corrente da Flórida se junta à Corrente do Golfo na costa leste da Flórida.

## Transporte
A corrente da Flórida tem um transporte médio estimado de 30 Sv, variando sazonalmente e interanualmente em até 10 Sv. O transporte de volume aumenta à medida que flui mais para o norte, atingindo seu transporte máximo de 85 Sv perto do Cabo Hatteras.
A água atinge uma velocidade de 1,8 m / s ou 3,6 nós.

### Variação sazonal
A corrente da Flórida atinge um transporte máximo em julho e um transporte mínimo em outubro, com um máximo e mínimo secundários subsequentes ocorrendo em janeiro e abril, respectivamente. Variações mais curtas no transporte podem durar entre 2 e 20 dias dependendo dos padrões das correntes de vento, e são mais curtas durante os meses de verão.

## Escala espacial
Como o transporte, a magnitude espacial da corrente aumenta ao longo de seu curso. A 27 ° N, tem uma largura de 80 km; aumenta gradualmente de 120 km a 29 ° N a 145 km onde deságua na Corrente do Golfo a 73 ° W.